# Steve Borden
Steve Borden (Omaha (Nebraska), 20 maart 1959), beter bekend als Sting, is een Amerikaans professioneel worstelaar, acteur en voormalig bodybuilder die sinds december 2020 uitkomt voor All Elite Wrestling (AEW). Borden wordt beschouwd als een van de beste professionele worstelaars aller tijden. Sting is een zesvoudig WCW World Heavyweight Champion, tweevoudig WCW International en NWA World Heavyweight Champion en tot slot een viervoudig TNA World Heavyweight Champion.
Sting staat algemeen bekend om zijn tijd die hij doorbracht als het publieke gezicht van twee grote Amerikaanse worstelorganisaties: World Championship Wrestling (WCW), die gekocht werd door de World Wrestling Federation (WWF, nu WWE) en Total Nonstop Action Wrestling (TNA).
Sting's 14-jarige samenwerking met WCW en zijn voorganger, Jim Crockett Promotions (JCP), begon in 1987. Hij stond snel op als Main Event worstelaar en wordt beschouwd als de WCW tegenhanger van WWF's Hulk Hogan. In totaal heeft hij 15 kampioenschappen in WCW, onder meer het WCW World Heavyweight Championship, WCW International World Heavyweight Championship en het NWA World Heavyweight Championship en maakte de meeste verschijningen op pay-per-view (PPV) evenementen. Tegen Hogan kopte Sting in december 1997 het meest winstgevende PPV evenement in de geschiedenis van WCW, Starrcade. Na de overname van WCW door de WWF in maart 2001, werden Sting en zijn langdurige rivaal Ric Flair gekozen om op te treden in de Main Event van de laatste aflevering van Nitro.
Na het aflopen van zijn contract met het moederbedrijf van WCW, AOL Time Warner, in maart 2002, voerde Borden gesprekken met het WWF, maar sloot zich uiteindelijk niet aan bij de promotie en toerde in plaats daarvan internationaal met World Wrestling-All Stars (WWA) en won het WWA World Heavyweight Championship, voordat hij toetrad naar TNA Wrestling. In de daaropvolgende 11 jaar, won hij twee keer hij NWA World Heavyweight Championship en vier keer het TNA World Heavyweight Championship. Als resultaat betekende dat, dat hij als enige worstelaar het NWA, WCW en TNA World Championships won in één carrière. In 2012 werd hij opgenomen in de inaugurele TNA Hall of Fame.
In 2014 trad hij uiteindelijk toe aan de WWE, maakte zijn debuut bij het evenement Survivor Series en had zijn debuut wedstrijd bij het evenement WrestleMania 31. Zijn laatste wedstrijd in WWE was bij het evenement Night of Champions waar hij verloor van Seth Rollins voor het WWE World Heavyweight Championship. In 2016 werd hij opgenomen in de WWE Hall of Fame op 2 april 2016, waar hij ook zijn pensioen aankondigde. Later in 2020 had Sting een contract ondertekend met AEW en had zijn eerste wedstrijd bij het evenement Revolution op 7 maart 2021, wat betekent dat hij uit zijn pensioen kwam. Zijn eerste live wedstrijd was op 30 mei 2021 bij het evenement Double or Nothing.

## Professioneel worstelcarrière (1985-)

### Debuut
Steve begon zijn carrière als een bodybuilder in een sportschool. Hij werd benaderd door iemand die een vierde man zocht. Hij begon daarna drie maanden te trainen in een worstelkamp.
In november 1985 maakte Borden zijn worsteldebuut bij de Amerikaanse worstelorganisatie, Continental Wrestling Association, als Flash. Hij vormde een tag team met Jim "Justice" Hellwig als de Power Team USA. Later werd hun teamnaam hernoemd tot Blade Runners en Borden hernoemde zijn ringnaam tot Sting, terwijl Hellwig zijn ringnaam tot Rock werd hernoemd. De Blade Runners verliet de CWA en ging aan de slag bij Universal Wrestling Federation. Al snel verliet zijn partner Hellwig de UWF, die naar de World Wrestling Federation (WWF) ging als The Ultimate Warrior, terwijl Sting bij de UWF bleef. Sting vergezelde de Hotstuff & Hyatt International, een stable dat geleid werd door "Hot Stuff" Eddie Gilbert en Missy Hyatt. Tijdens zijn periode bij de UWF, won Sting drie keer het UWF World Tag Team Championship waarbij twee keer met Gilbert, in 1986, en een keer met Rick Steiner, in 1987.
Op 23 november 2014 maakte Sting zijn in-ring debuut bij de WWE, bij het evenement Survivor Series. Daarmee zorgde hij ook ervoor dat Team Authority verloor van Team Cena.
Bij het evenement WrestleMania 31 op 29 maart 2015, had hij een match tegen Triple H. Heel wat legends keerde terug zoals: nWo, DX en Shawn Michaels.
In mei 2020 werd er bekendgemaakt dat Sting niet meer onder contract staat bij WWE. In oktober 2020 stopte WWE met het verkopen van zijn merchandise.

### All Elite Wrestling (AEW) (2020–heden)
Op 2 december 2020, maakte Sting zijn debuut op voor de worstelorganisatie All Elite Wrestling (AEW), na een tag team match van Cody Rhodes & Darby Allin tegen Powerhouse Hobbs & Ricky Starks bij een speciale aflevering van Dynamite genaamd Winter Is Coming. Dit was Sting zijn eerste verschijning op het Amerikaanse kabel-televisiezender TNT sinds de laatste aflevering van WCW Monday Nitro op 26 maart 2001. Later werd er aangekondigd dat Sting een meerjarig contract heeft getekend bij AEW. AEW begon ook met verkopen van merchandise van Sting. Op 9 december 2020, aflevering van Dynamite, sprak Sting voor het eerst op TNT in bijna 20 jaar en bevestigde tegen Cody Rhodes dat hij dat officieel bij AEW zit. Daarna vormde Sting een alliantie met Allin. Op 21 januari 2021, werd er aangekondigd dat Sting en Allin tegen Team Taz (Brian Cage & Ricky Starks) gaan in een Street Fight bij het evenement Revolution op 7 maart 2021. Dit was Sting zijn eerste wedstrijd sinds 2015 en komt dus uit zijn pensioen. Sting en Allin wonnen de wedstrijd, wat vooraf was opgenomen. Sting en Allin sloegen de handen er weer in door een overwinning op Scorpio Sky en Ethan Page bij het evenement Double or Nothing op 30 mei 2021.

## Persoonlijk leven
Steve Borden is geboren in Omaha (Nebraska), daarna is hij met zijn ouders en twee broers en een zus naar Californië verhuisd. Met zijn eerste vrouw Sue heeft hij drie kinderen. 
Hij was een tijdlang verslaafd aan voorgeschreven medicatie en drank. Borden is hertrouwd met Sabine. Hij heeft een autobiografie geschreven en een film gemaakt, Sting: Moment of Truth. Ook in andere films is hij te zien, zoals Ready To Rumble.

## In worstelen
- Aanval en kenmerkende bewegingen
  - Scorpion Death Drop (Reverse DDT)
  - Scorpion Deathlock
  - Belly to back suplex
  - Diving crossbody
  - Diving splash
  - Dropkick
  - Kneeling belly to belly piledriver
  - One–handed bulldog
  - Spinebuster
  - Stingersplash
- Bijnamen
  - "The Icon"
  - "(The) Stinger"
  - "The New Godfather of The Main Event Mafia"
- Kenmerkend wapen
  - Zwarte honkbalknuppel

## Prestaties
- Jim Crockett Promotions / World Championship Wrestling
  - NWA World Heavyweight Championship (1 keer)
  - NWA World Television Championship (1 keer)
  - WCW International World Heavyweight Championship (2 keer)
  - WCW United States Heavyweight Championship (2 keer)
  - WCW World Heavyweight Championship (6 keer)
  - WCW World Tag Team Championship (3 keer: met Lex Luger, met The Giant en met Kevin Nash)
  - Battlebowl Battle Royal (1991)
  - European Cup (1994, 2000)
  - Iron Man Tournament (1989)
  - Jim Crockett Sr. Memorial Cup (1988 - Lex Luger)
  - King of Cable Tournament (1992)
- Pro Wrestling Illustrated
  - PWI Comeback of the Year (2006 & 2011)
  - PWI Match of the Year (1991) - met Lex Luger vs. The Steiner Brothers op SuperBrawl
  - PWI Most Improved Wrestler of the Year (1988)
  - PWI Most Inspirational Wrestler of the Year (1990)
  - PWI Most Popular Wrestler of the Year (1991, 1992, 1994, 1997)
  - PWI Wrestler of the Year (1990)
- Total Nonstop Action Wrestling (TNA)
  - NWA World Heavyweight Championship (1 keer)
  - TNA World Heavyweight Championship (4 keer)
  - TNA World Tag Team Championship (1 keer met Kurt Angle)
- Universal Wrestling Federation
  - UWF World Tag Team Championship (3 keer: 2 keer met Eddie Gilbert en een keer met Rick Steiner)
- World Wrestling All-Stars
  - WWA World Heavyweight Championship (1 keer)
- Wrestling Observer Newsletter awards
  - Best Babyface (1992)
  - Match of the Year (1988) vs. Ric Flair op Clash of the Champions
  - Most Charismatic (1988, 1992)
  - Most Improved (1988)
  - Worst Worked Match of the Year (1995)